# Емма Вальдек-Пірмонтська
Аделаїда Емма Вільгельміна Терезія Вальдек-Пірмонтська (нім. Adelheid Emma Wilhelmina Theresia zu Waldeck und Pyrmont; 2 серпня 1858, Бад-Арользен — 20 березня 1934, Гаага) — принцеса Вальдек-Пірмонтська, в шлюбі — королева-консорт Нідерландів, дружина короля Нідерландів і великого герцога Люксембурзького Віллема III і мати королеви Нідерландів Вільгельміни. У 1890—1898 роках — регентка при дочці.

## Біографія
Народилася в 1858 році в замку Арользен в німецькому князівстві Вальдек-Пірмонт. Четверта дочка князя Георга Віктора Вальдек-Пірмонтського і принцеси Олени Нассауської. Всього в сім'ї було семеро дітей. Її старша сестра Марія одружилася з королем Вюртембергу  Вільгельмом II, а молодша Олена — з сином королеви Вікторії Леопольдом.
7 січня 1879 року Емма в Арользені вступила в шлюб з королем Нідерландів Віллемом III, на 40 років старшим за неї. До цього пропозицію Віллема відхилили як старша сестра Емми Пауліна (дружина Алексіса, князя Бентгеймского і Штейнфуртского), так і данська принцеса Тіра, яка воліла Ернста Августа II Ганноверського. За два роки до цього померла перша дружина Віллема Софія Вюртемберзька. Від першого шлюбу у Віллема були три сини, два з яких померли ще до укладення шлюбу, а третій, Олександр — в 1884 році.
Єдиною дитиною Віллема в шлюбі з Еммою була дочка Вільгельміна, яка народилася в 1880 році й в 1890 році після смерті Віллема успадкувала нідерландський трон. Віллем III був також великим герцогом Люксембурзьким. За Салічним правом, прийнятим в Люксембурзі, спадкування по жіночій лінії не допускалось, і тим самим унія Нідерландів і Люксембургу припинила своє існування.
У жовтні 1888 року здоров'я короля значно погіршилося, і він практично не залишав королівський палац Хет Лоо. Оскільки він не міг керувати країною, 14 листопада 1890 року парламент призначив Емму регенткою, і 20 листопада пройшла інавгурація. Король помер всього через три дні, 23 листопада, а Емма залишалася регенткою до повноліття Вільгельміни 8 грудня 1898 року. Вона по можливості продовжувала зовнішньо- і внутрішньополітичну лінію Віллема, але, на відміну від нього, строго дотримувалася правил конституційної монархії. Емма взяла за правило особисто зустрічатися з кожним міністром раз в 14 днів. Тричі за період регентства їй доводилося формувати уряд.
Згодом її здоров'я суттєво погіршилося, у неї був туберкульоз. Померла 20 березня 1934 року в Гаазі від запалення легенів і похована в Новій церкві Делфту.